# Трофеи в ходе Весеннего наступления (1975)
В ходе Весеннего наступления 1975 года была полностью уничтожена армия Южного Вьетнама и её оставшееся вооружение стали трофеями армии Демократической Республики Вьетнам. Стоимость захваченного вооружения превысила 5 миллиардов долларов. Около 40% этой техники было в полностью исправном состоянии.

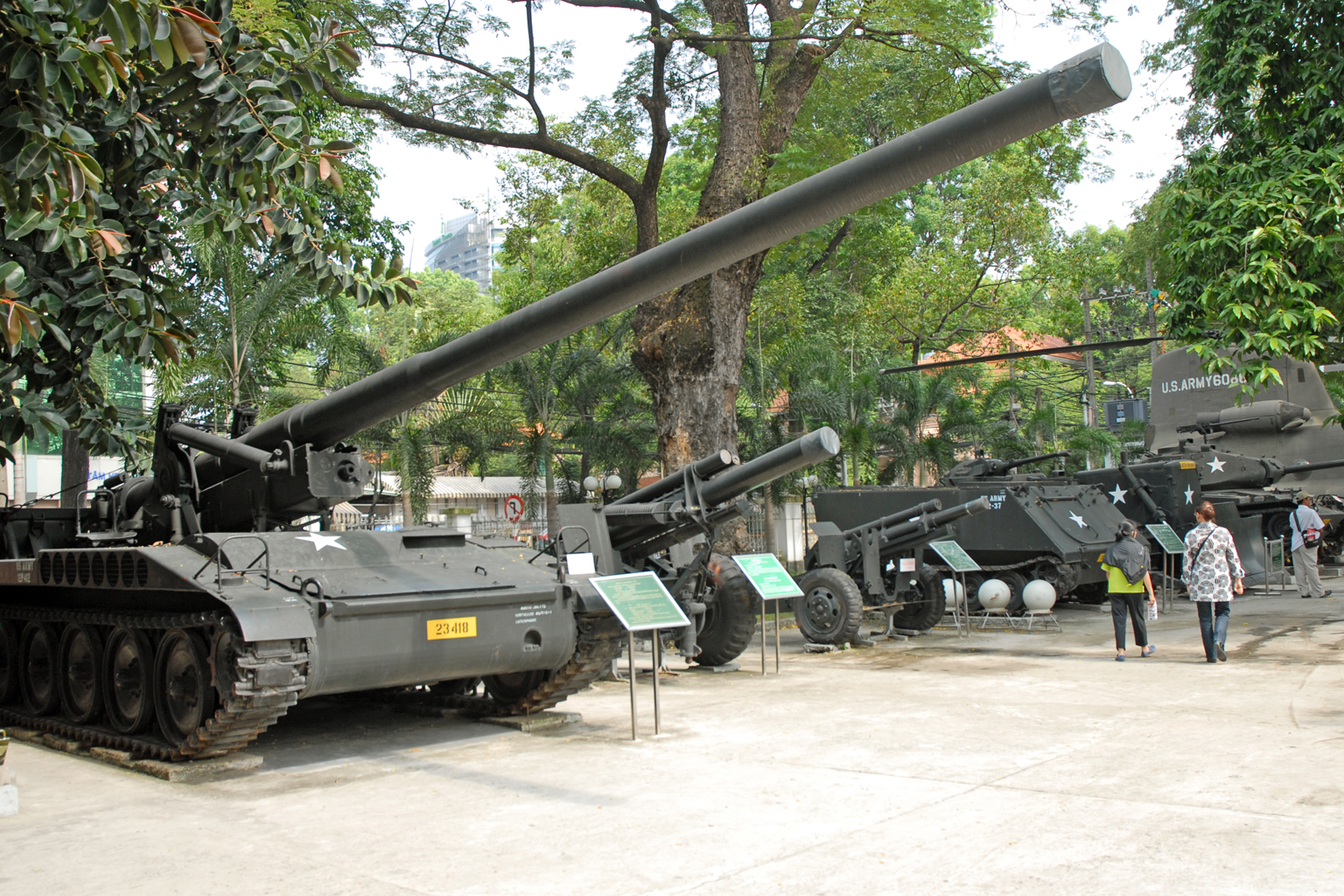

Во время наступления американские разведчики, находящиеся на территории Южного Вьетнама безуспешно попытались уничтожить южновьетнамское оружие.  Бывший офицер американской разведки в Сайгоне полковник Вильям Легро заявлял — «Мы не хотели, чтобы Север захватил всё это имущество. Но при наступлении мы ничего не смогли сделать, всё происходило слишком быстро». Вертолёты США во время операции по эвакуации часто попадали под автоматный и гранатомётный огонь южновьетнамских солдат, которые посчитали что их «бросили».

## Список

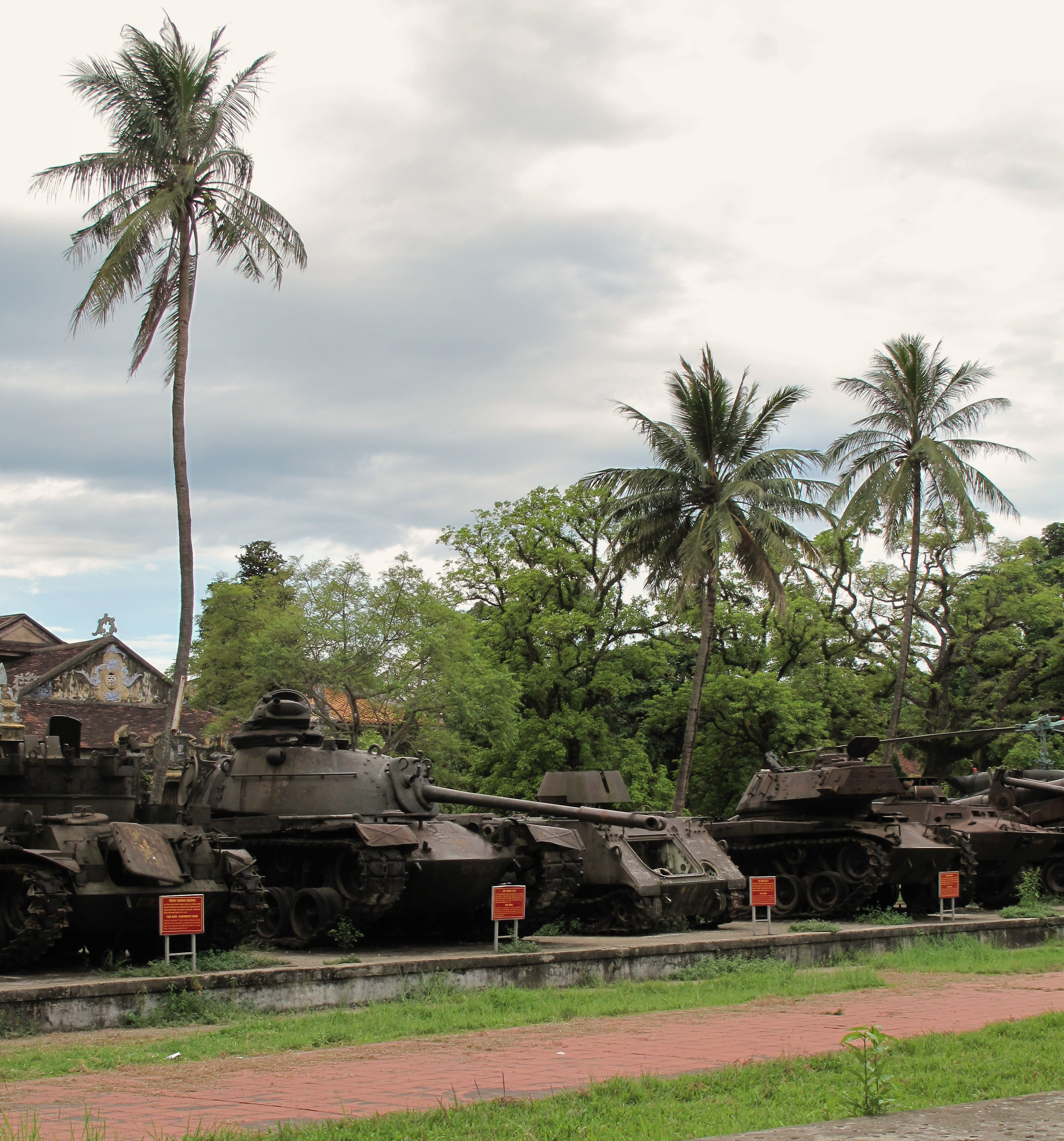
Трофейная техника

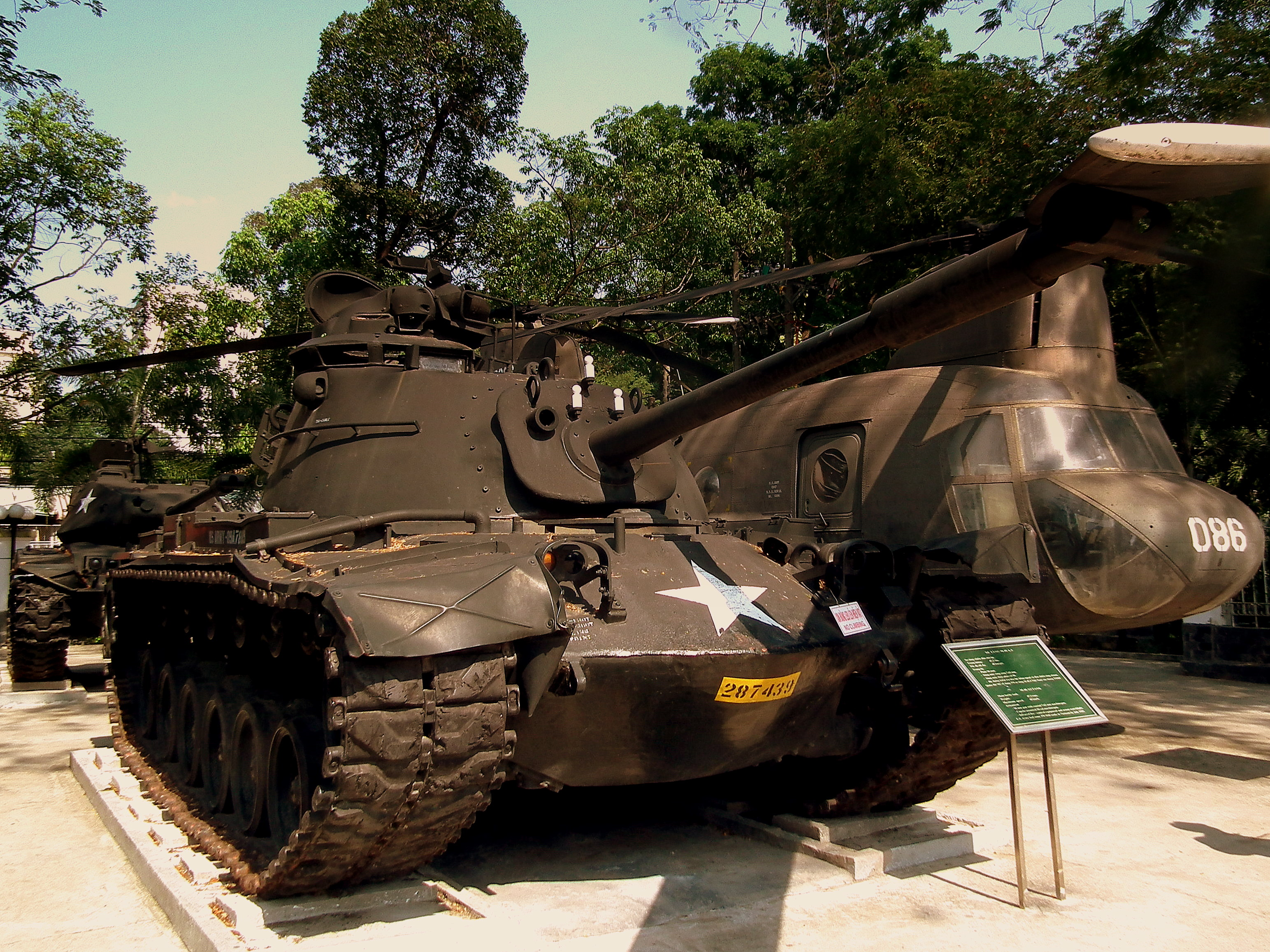
M48 «Паттон»

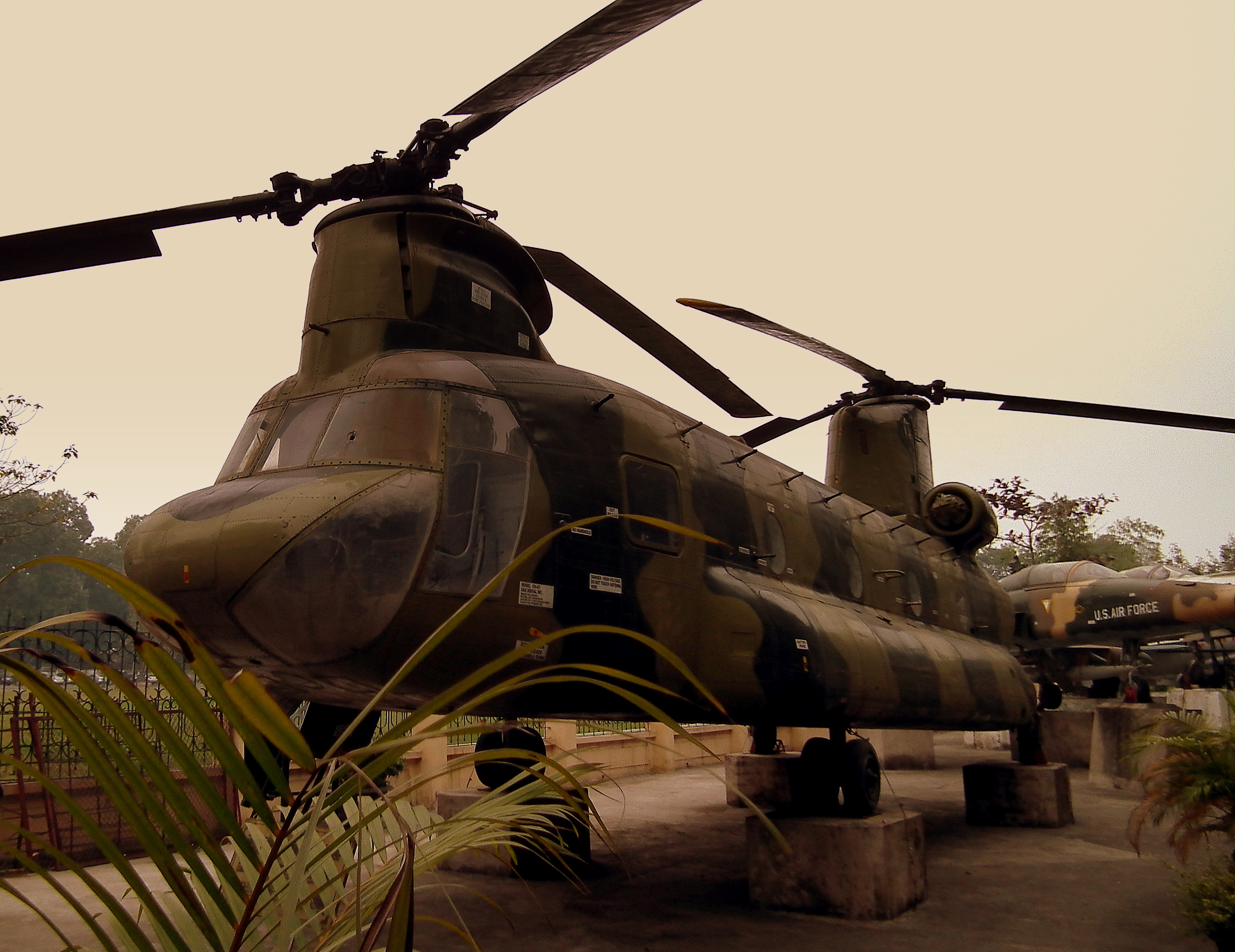
CH-47 «Чинук»

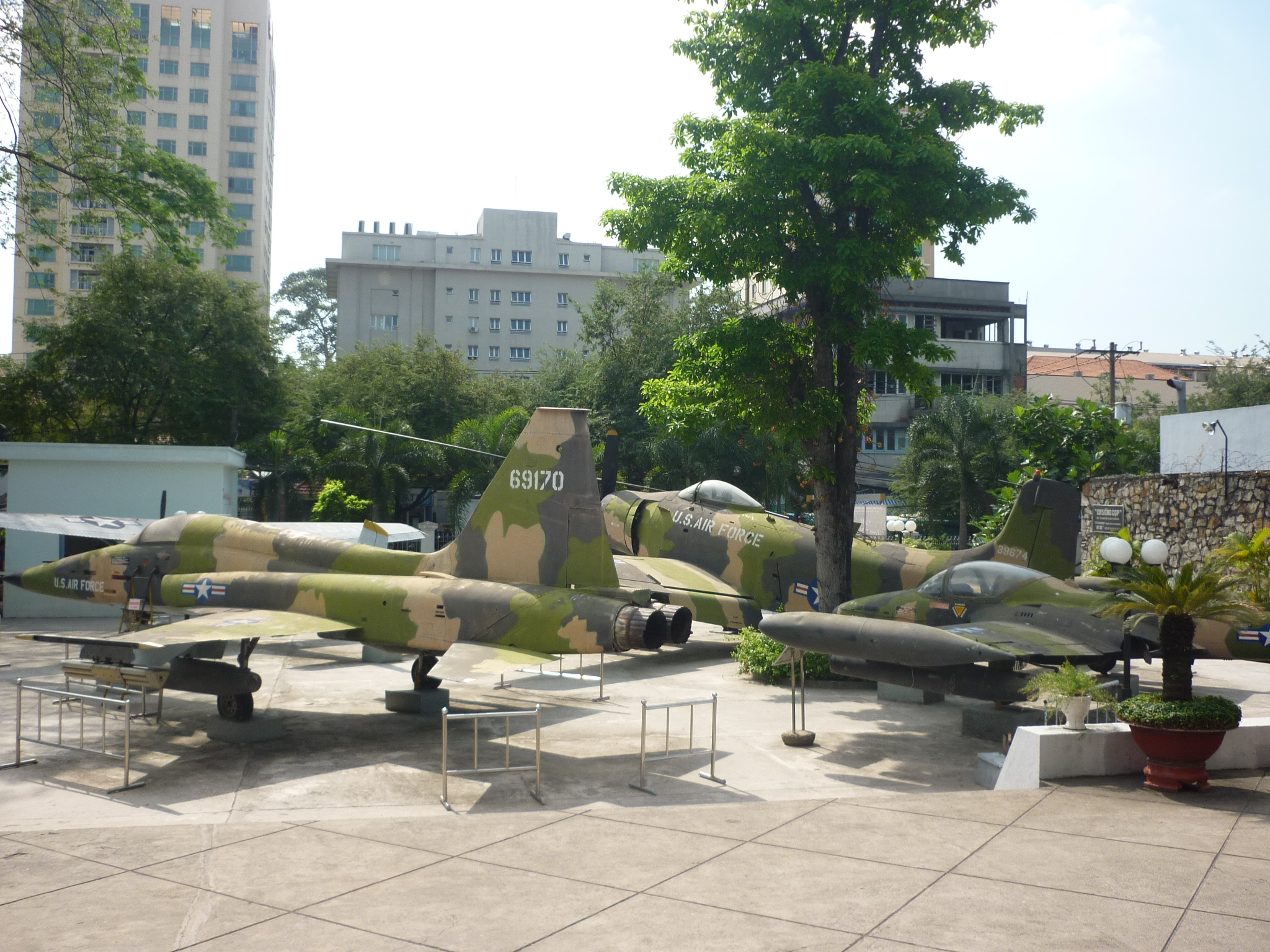
Трофейные самолёты

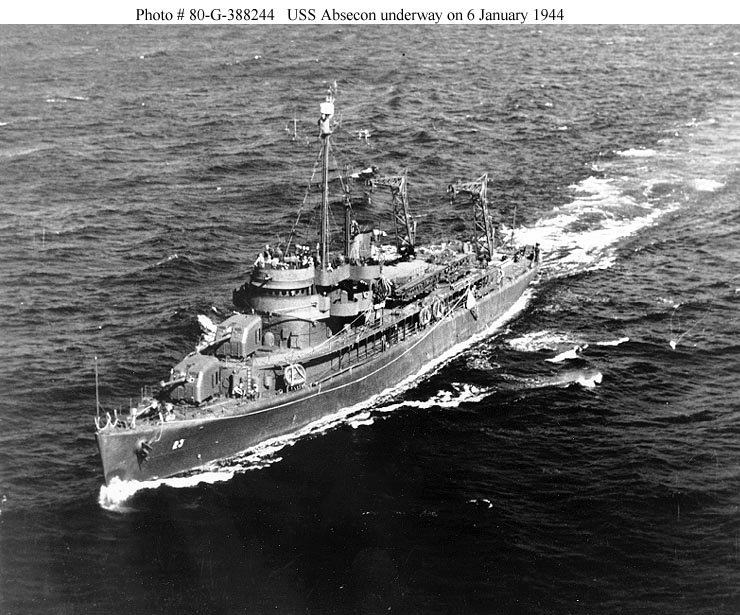
Фрегат USS Absecon (RVNS Pham Ngu Lao). Этот корабль был захвачен армией Северного Вьетнама в 1975 году

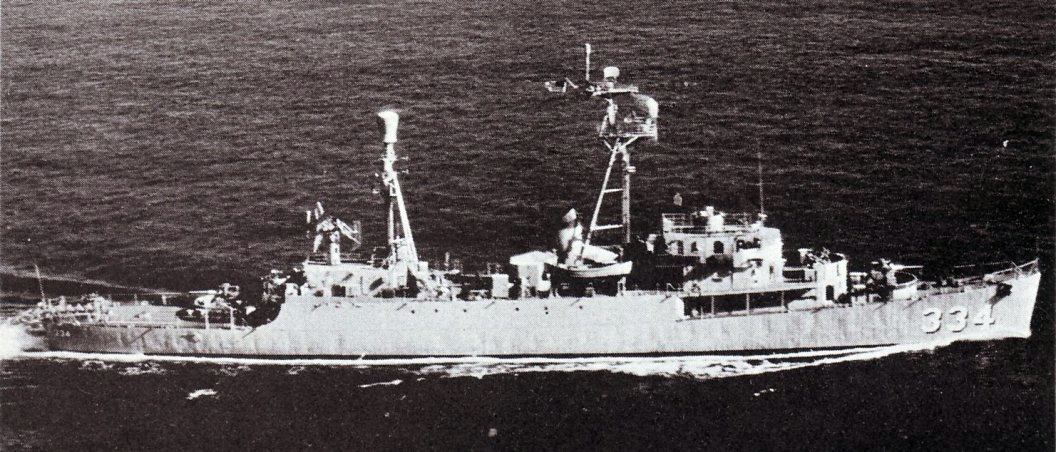
Эсминец USS Forster (RVNS Tran Khanh Du). Этот корабль был захвачен армией Северного Вьетнама в 1975 году

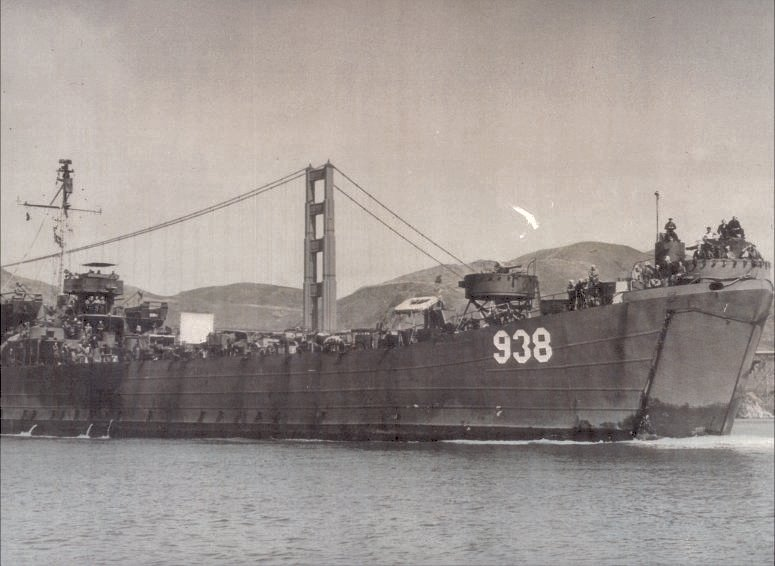
Большой танкодесантный корабль USS Maricopa County (RVNS Da Nang). Этот корабль был захвачен армией Северного Вьетнама в 1975 году

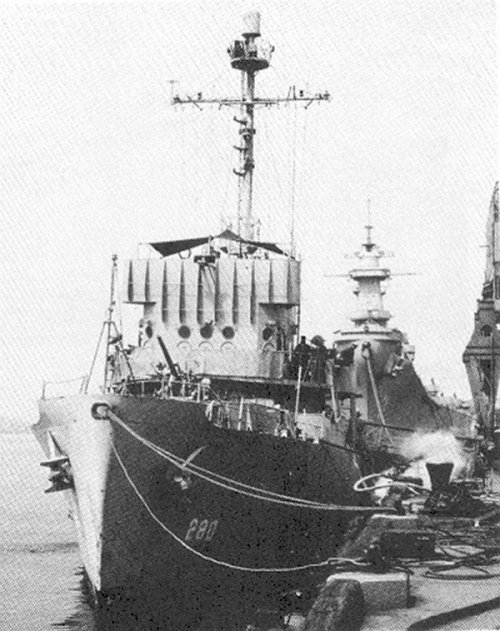
Тральщик USS Prowess (RVNS Ha Hoi). Этот корабль был захвачен армией Северного Вьетнама в 1975 году

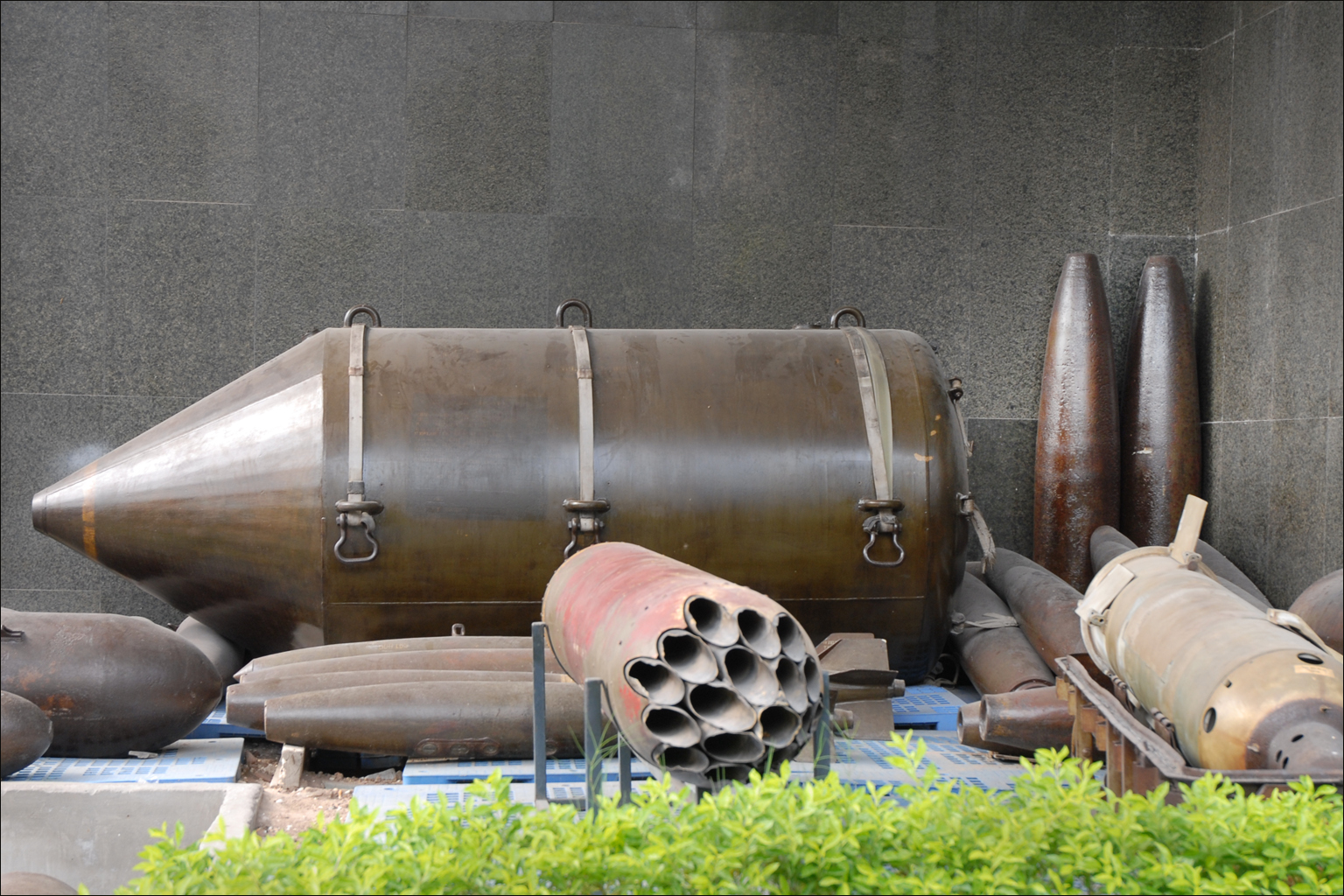
Трофейные боеприпасы, в их числе 7-ми тонная бомба BLU-82 и бомбы объёмного взрыва CBU-55

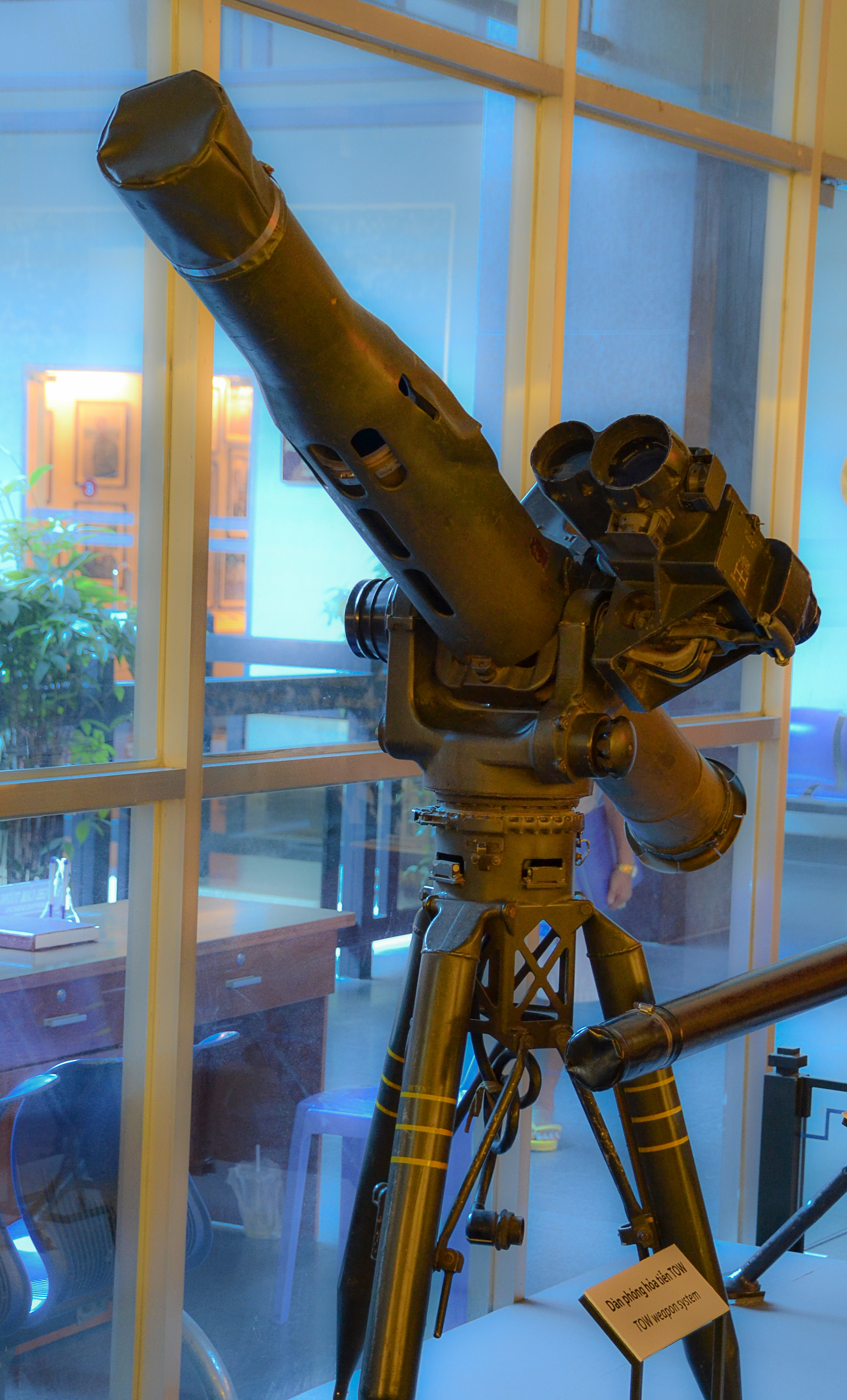
Одна из захваченных пусковых установок ПТРК TOW. Хошимин

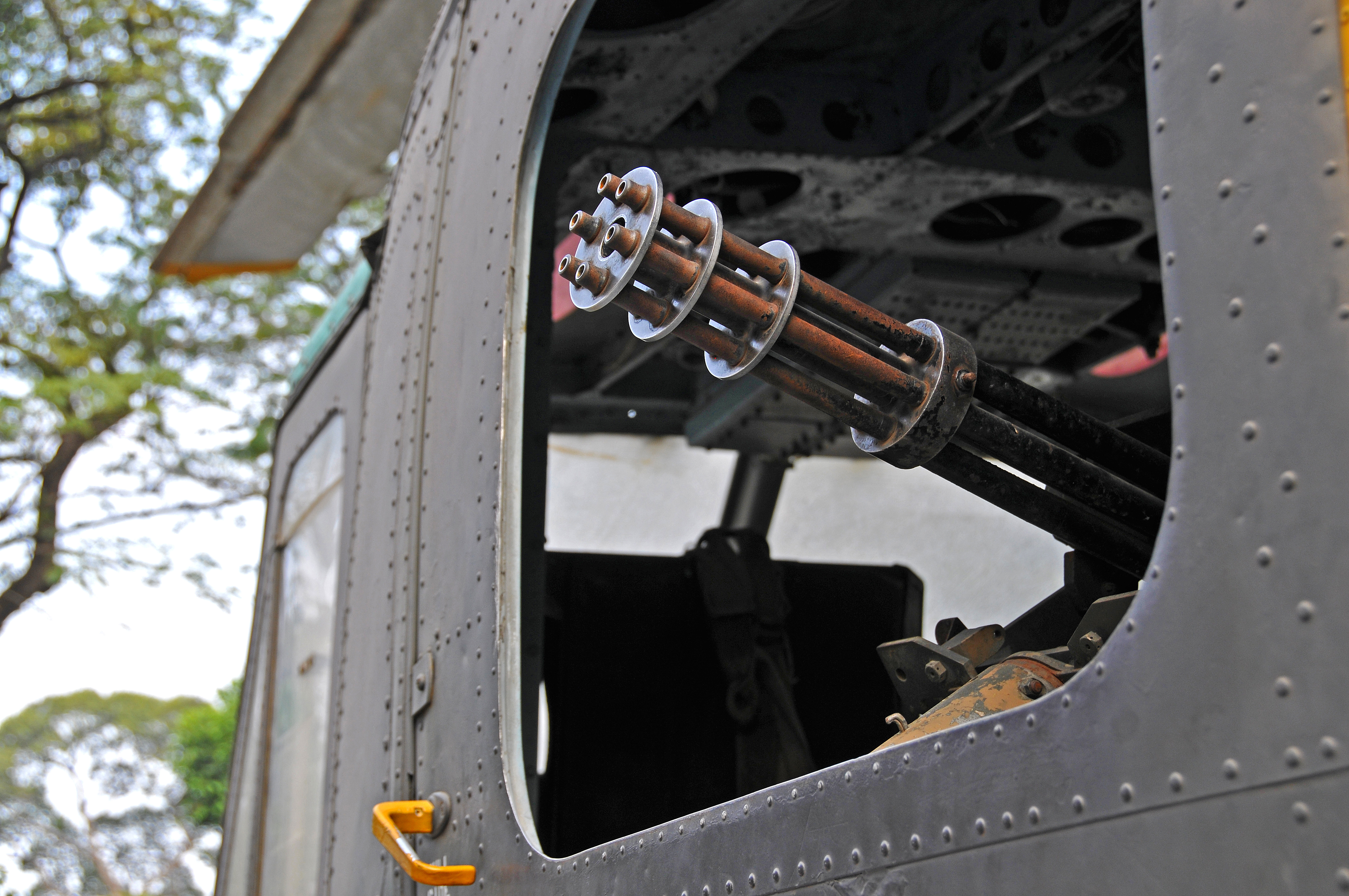
Трофейный «Миниган» M134, установленный в вертолёте UH-1 Huey. Хошимин

Армией Северного Вьетнама было захвачено южновьетнамской техники и снаряжения на территории Южного Вьетнама

:
- 250 средних танков M48.
- 300 лёгких танков M41.
- 1381 бронетранспортёр M113.
- Десятки бронемашин V-100 и V-150.
- 1000 105-мм буксируемых орудий M-101.
- 250 155-мм буксируемых орудий M-114.
- 80 175-мм самоходных орудий M-107.
- 200 безоткатных 90-мм орудий M67.
- 12 000 60-мм миномётов M2 и 81-мм M29.
- 63 000 66-мм гранатомётов M72 LAW.
- 47 000 40-мм гранатомётов M79.
- 791 000 винтовок M16 всех модификаций.
- 857 580 других винтовок и автоматов (M1 Carbine, M1 Garand и другие).
- 500 000 ружей Mossberg 500.
- 90 000 пистолетов Colt M1911.
- 15 000 пулемётов M60.
- ? крупнокалиберных пулемётов M2 Browning.
- ? «Миниганов» M134.
- ? ПТУР TOW.
- 87 самолётов F-5 (60 F-5A/B, 27 F-5E).
- 113 самолётов A-37.
- 36 самолётов A-1.
- 44 самолёта T-37.
- 18 самолётов T-41.
- 114 самолётов O-1.
- 35 самолётов O-2.
- 35 самолётов C-7A.
- 51 самолёт C-47.
- 46 самолётов C-119 (35 AC-119 и 11 C-119G).
- ? самолётов C-123K (точно неизвестно, могли быть все уничтожены).
- 8 самолётов C-130A.
- 9 самолётов U-6.
- 53 самолёта U-17A.
- 434 вертолёта UH-1.
- 36 вертолётов CH-47.
- 80 боевых кораблей (водоизмещение выше 100 тонн):
- 1 фрегат класса Barnegat «Phạm Ngũ Lão» (водоизмещение 2040/2800 тонн)[12].
- 3 больших танкодесантных корабля класса LST «Đà Nẵng», «Vũng Tàu» и «Qui Nhơn» (водоизмещение 1780/4080 тонн, вместимость 20 танков)[13].
- 1 эскортный эсминец класса Edsall «Trần Khánh Dư» (водоизмещение 1590/1850 тонн)[14].
- 2 тральщика класса Admirable «Kỳ Hòa» и «Hà Hồi» (водоизмещение 825/945 тонн)[15].
- 3 средних танкодесантных корабля класса LCM1 «Ninh Giang», «Tiền Giang» и «Hậu Gian» (водоизмещение 520/1095 тонн)[16].
- 18 патрульных кораблей класса PGM59/71 (водоизмещение 117/142 тонны)[17].
- 746 патрульных катеров водоизмещением до 100 тонн:
- 42 артиллерийских речных монитора (полное водоизмещение 80 — 90 тонн)[18].
- 9 командных катеров класса CCB (полное водоизмещение 80 тонн)[19].
- 4 патрульных катера дайвинга класса CSB (полное водоизмещение 80 тонн)[20].
- 22 речных монитора класса LCM (полное водоизмещение 75 тонн)[21].
- 1 патрульный катер класса Point «Ngô Văn Quyền» HQ718 (стандартное водоизмещение 66-67 тонн)[22].
- 100 бронированных десантных катеров пехоты класса ATC (полное водоизмещение 66 тонн)[23].
- Не менее 10 десантных катеров класса LCM-6 (водоизмещение 52/65 тонн)[24].
- Не менее 3 средних тральщиков класса MSM (сделан на основе LCM-6)[24].
- Не менее 13 железобетонных береговых «рейдеров»[24].
- Не менее 19 джонок класса Yabuta[24].
- Не менее 10 командных Джонок[24].
- 14 командных катеров класса LCM (водоизмещение 24/52 тонны)[25].
- 84 штурмовых бронированных патрульных катеров класса ASPB (полное водоизмещение 36 тонн)[26].
- 107 патрульных катеров класса SWIFT (полное водоизмещение 23 тонны)[27].
- 27 патрульных катеров класса RPC (полное водоизмещение 16 тонн)[28].
- 293 патрульных катера класса PBR Mk 1 (полное водоизмещение 6,5 — 7,1 тонну)[29].
- 43 бронированных патрульных катера французской постройки класса STCAN/FOM[30].
- Сотни торговых судов.
- 42 500 джипов, грузовиков и бульдозеров.
- Около 150 радиолокационных станций, в том числе 16 береговых радаров.
- 48 000 радиостанций.
- 130 000 тонн боеприпасов. Из них для вооружения наземного базирования в 20 хранилищах было захвачено 85.303 тонны боеприпасов, в том числе 1 миллиард патронов калибра 5.56.[31][32]
- В хранилище № 552 в Бан Ми Тоуте захвачено 3995 тонн боеприпасов.
- В хранилище № 522 в Плейку захвачено 10 524 тонны боеприпасов.
- В хранилище № 524 в Контуме захвачено 1683 тонны боеприпасов.
- В хранилище № 515 В Хоа Му захвачено 812 тонн боеприпасов.
- В хранилище № 512 в Пху Бае захвачено 10 124 тонны боеприпасов.
- В хранилище № 513 в Чу Лае захвачено 4817 тонн боеприпасов.
- В хранилище № 511 в Да Нанге захвачено 11 454 тонны боеприпасов.
- В хранилище № 521 в Куй Нхоне захвачено 4002 тонны боеприпасов.
- В хранилище № 525 в Туй Хоа захвачено 850 тонн боеприпасов.
- В хранилище № 551 в Донг Ба Хине захвачено 4658 тонн боеприпасов.
- В хранилище № 554 в Фан Тиете захвачено 950 тонн боеприпасов.
- В хранилище № 555 в Да Лате захвачена 1431 тонна боеприпасов.
- В хранилище № 536 в Тай Нине захвачено 1063 тонны боеприпасов.
- В хранилище № 531 в Лонг Бине захвачено 7633 тонны боеприпасов.
- В хранилище № 534 в Лонг Бине захвачено 9805 тонн боеприпасов.
- В хранилище № 533 в Тан Туй Ха захвачено 6534 тонны боеприпасов.
- В хранилище № 542 в Кан То захвачено 3138 тонн боеприпасов.
- В хранилище № 543 в Му То захвачено 1195 тонн боеприпасов.
- В хранилище № 545 в Са Деке захвачено 363 тонны боеприпасов.
- В хранилище (номер не успели присвоить, так как оно было создано в конце войны) в Го Вапе захвачено 1269 тонн боеприпасов.[33]
- Более 20 000 тонн боеприпасов для вооружения воздушного базирования, в том числе мощнейшие бомбы применённые в ходе войны — BLU-82, несколько бомб объёмного взрыва CBU-55 и тактические ракеты.
- Более 20 000 тонн боеприпасов для вооружения морского базирования.
- Ядерный реактор TRIGA Mark II.[34]

Армией Северного Вьетнама было захвачено американской техники на территории Южного Вьетнама (при штурме авиабазы Таншоннят):
- 11 самолётов PC-6С Porter[35]
- 2 вертолёта Bell-205 (один исправный, один повреждённый)[35]
- 1 самолёт DHC-2 Beaver (возможно)[36]

Было захвачено на территории Камбоджи:
- ? лёгких танков AMX-13.
- ? лёгких танков M24 Чаффи.
- до 200 бронетранспортёров M113.
- до 300 артиллерийских орудий.
- до 300 безоткатных орудий.
- 2900 60-мм миномётов M2 и 81-мм M29.
- 18 500 40-мм гранатомётов M79.
- 155 000 винтовок M16 разных модификаций.
- 104 000 других винтовок и автоматов.
- 24 000 пистолетов Colt M1911.
- 320 пулемётов M60.
- ? крупнокалиберных пулемётов M2 Browning.
- 28 самолётов T-28D.
- 24 самолёта T-37B
- 19 самолётов T-41D.
- 4 самолёта GY-80.
- 5 самолётов U-17A.
- 7 самолётов C-123K.
- 9 самолётов AU-24A.
- 20 самолётов C-47 (14 C-47 и 6 AC-47).
- 20 вертолётов UH-1.
- 3 вертолёта Alouette III.
- около 4000 грузовиков.
- ? радиолокационных станций.
- ? радиостанций.
- 5 десантных кораблей типа LCM (8).
- 13 береговых патрульных катеров типа SWIFT.
- 40 речных патрульных катеров типа PBR Mk 1.
- 2 речных патрульных катера типа «Pibber».
- ? боеприпасов.

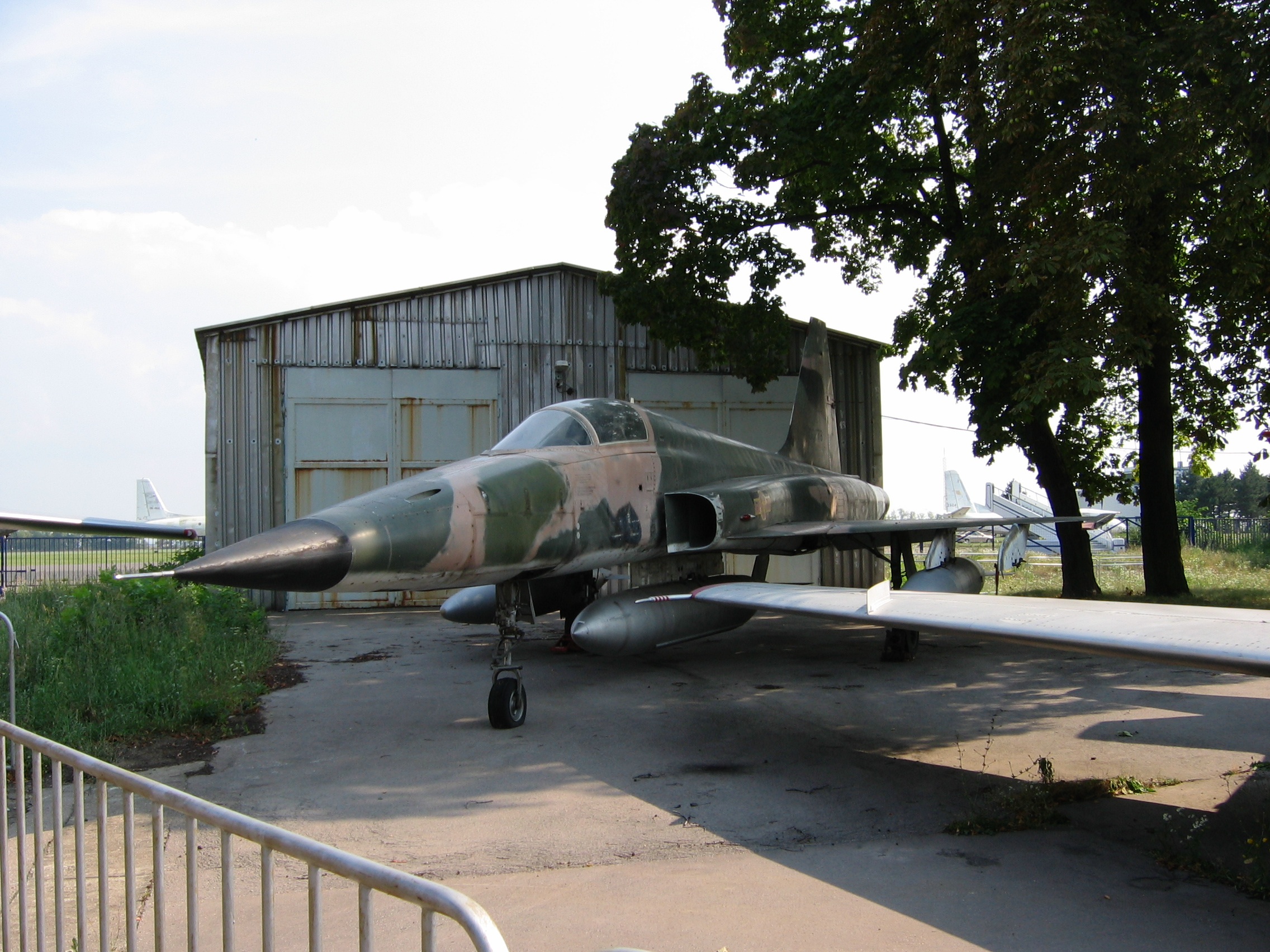
Истребитель F-5E Tiger II (р/н 73-0878, c/н R.1059) в пражском музее авиации Кбелы. Самолёт был захвачен Северным Вьетнамом и был передан Чехословакии

В американских источниках (по данным исследователя Тома Герваси) встречается упоминание о захвате в 1975 году 70 танков M-551, 10 САУ M-109A1 и 77 вертолётов AH-1G. При этом ни один из этих образцов на вооружении Армии Южного Вьетнама не стоял. Каких либо дополнительных подтверждений информации Тома Герваси не нашлось.

## Принятие на вооружение и использование
Военно-Воздушные силы объединённого Вьетнама, начиная с 30 мая 1975 года, начали формировать авиаполки, имеющие на вооружении трофейную южновьетнамскую авиацию. Известно о создании 6 полков:
- 30 мая 1975 сформирован 935-й истребительный авиаполк в Бьенхоа, на вооружении трофейные F-5A/B/E/RF-5A и свои МиГ-21МФ;
- 30 мая 1975 сформирован 937-й истребительно-бомбардировочный авиаполк в Кантхо, на вооружении трофейные A-37, L-19, U-17, UH-1 и CH-47;
- 5 июля 1975 сформирован 918-й транспортный авиаполк в Таншоннят, на вооружении трофейные C-130, C-47, DC-4, C-7A и C-119;
- 20 июля 1975 сформирован 917-й смешанный транспортный авиаполк в Таншоннят, на вооружении трофейные U-17, L-19, UH-1 и CH-47;
- 12 ноября 1975 сформирован 920-й тренировочный авиаполк в Нячанге, на вооружении трофейные T-41, U-17, C-47 и UH-1;
- 3 июля 1978 сформирован 935-й тренировочный вертолётный авиаполк в Камране, на вооружении трофейные UH-1.

После войны вьетнамцы летали и на по меньшей мере одном из захваченных самолётов PC-6C Porter, с регистрацией N153L, до этого принадлежащем непосредственно США. 

## Передача другим странам и продажа
Часть трофеев была отправлена в страны помогавшие Северному Вьетнаму.
Из авиации Северный Вьетнам подарил Советскому Союзу по крайней мере от 1 до 4 F-5E, 4 A-37, 2 CH-47 и 1 UH-1. Также в СССР были доставлены авиационные двигатели и немалое количество ракет «воздух-воздух» AIM-9 Sidewinder.
Польше были подарены по крайне мере 1 самолёт F-5E и 1 A-37.
Чехословакии был подарен по крайней мере 1 самолёт F-5E.
Батальон танков M48 и батальон БТР M113 Северный Вьетнам передал ГДР. Из бронетехники Советскому Союзу вьетнамцы подарили по меньшей мере один танк M48, ещё один такой М48 был подарен Кубе.
Продано также было большое количество трофейного оружия. Например, в страны Латинской Америки, в том числе в Никарагуа, Гондурас, Сальвадор, Чили и на Кубу. Также значительное количество вооружения было продано на Филиппины и в Алжир. При этом в Сальвадоре при помощью трофейного оружия было свергнуто проамериканское правительство.
В американских источниках встречаются заявления о продаже оружия послереволюционному Ирану. Иранцы подтверждали что купили у Вьетнама 11 истребителей F-5E Tiger II.